# 伊号第二十二潜水艦
| 画像をアップロード |                                                                                          |
| 艦歴               |                                                                                          |
| 計画               | 第三次海軍軍備補充計画（③計画）                                                          |
| 起工               | 1937年11月25日                                                                           |
| 進水               | 1938年12月23日                                                                           |
| 就役               | 1941年3月10日                                                                            |
| その後             | 1942年10月6日戦没                                                                        |
| 除籍               | 1942年12月15日                                                                           |
| 性能諸元           |                                                                                          |
| 排水量             | 基準：2,184トン 常備：2,554トン 水中：3,561トン                                          |
| 全長               | 109.3m                                                                                   |
| 全幅               | 9.10m                                                                                    |
| 吃水               | 5.34m                                                                                    |
| 機関               | 艦本式2号10型ディーゼル2基2軸 水上：14,000馬力 水中：2,000馬力                           |
| 速力               | 水上：23.6kt 水中：8.0kt                                                                 |
| 航続距離           | 水上：16ktで14,000海里 水中：3ktで60海里                                                 |
| 燃料               | 重油                                                                                     |
| 乗員               | 95名                                                                                     |
| 兵装               | 40口径14cm単装砲1門 25mm機銃連装1基2挺 53cm魚雷発射管 艦首8門 九五式魚雷20本 22号電探1基 |
| 航空機             | なし                                                                                     |
| 備考               | 安全潜航深度：100m                                                                       |

伊号第二十二潜水艦（いごうだいにじゅうにせんすいかん、旧字体：伊號第二十二潜水艦）は、大日本帝国海軍の伊十六型潜水艦の4番艦。

## 艦歴
1937年（昭和12年）の第三次海軍補充計画（③計画）により建造が決定し、1937年11月25日に川崎重工業神戸造船所で起工。1938年9月20日、本艦と他の各艦（親潮、夏潮、初風、伊18、伊20、第11号掃海艇、第12号掃海艇）は、それぞれ艦艇類別等級表に登録。1938年（昭和13年）12月23日に進水し、1941年（昭和16年）3月10日に竣工した。竣工と同時に横須賀鎮守府籍となり、横須賀鎮守府部隊所属となった。
7月15日、伊21と共に第六艦隊第1潜水戦隊第3潜水隊を編成。これは、呂1型、海中1型、海中2型からなる先代の第3潜水隊が、所属艦の除籍により1932年（昭和7年）4月1日に解隊されて以来、5代目となる。
太平洋戦争開戦時には第六艦隊第1潜水戦隊第3潜水隊に所属。10月22日、伊22は佐伯を出港し、呉に移動。特殊潜航艇甲標的を搭載できるように改装された。11月18日、呉を出港し、倉橋島亀ヶ首に移動。同地で甲標的を搭載し、真珠湾攻撃に参加するため19日0215に出港。12月7日0110、真珠湾口沖9浬地点付近で、岩佐直治大尉、佐々木直吉一等兵曹を乗せた甲標的を発進させる。0200、伊22は重巡らしき艦2隻を発見し急速潜航。 0712、2回の大爆発音が連続して聞こえ、0818にも爆発音を聴取。0830、搭載艇は工作艦メデューサ(USS Medusa, AR-1)の後方180mを航行中、港外へ退避するべく航行中の米掃海駆逐艦ゼイン(USS Zane, DD-377/DMS-14)に発見される。さらに敷設駆逐艦ブリース(USS Breese, DD-122/DM-18)に発見され、水上機母艦カーティス(USS Curtiss, AV-4)の砲撃を受ける。さらに、ゼインからの通報を受けた米駆逐艦モナハン(USS Monaghan, DD-354)に発見され、メデューサ、水上機母艦タンジール(USS Tangier, AV-8)から砲撃を受ける。艇はカーティスへ向け魚雷1本を発射するが、その際に砲弾が命中し、岩佐大尉が頭部を飛ばされて戦死。さらに機銃掃射を受ける。魚雷はカーティスに命中せず、ドックに命中した。体当たりしようとするモナハンに対し、艇は魚雷を発射したが、魚雷はモナハンの右舷側を通過し、フォード島に命中した。艇はモナハンに体当たりされて水深10mの海底に叩きつけられ、爆雷2発を投下されて沈没した。0950から1243まで、伊22は爆雷攻撃を受けるも被害はなかった。1806に浮上後、会合地点であるラナイ島西方に向かった。8日明け方になっても艇が帰投しないため、1800に浮上して捜索を開始。10日、搭載艇と連絡を試みたが失敗。1802、モロカイ島南岸付近で浮上して捜索。11日朝、捜索は打ち切られ、会合地点を離れた。15日、スコールの中ジョンストン島に接近し、5000mで砲撃を開始。まもなく、3発目が火力発電所の燃料タンクに命中し、炎上。伊22は10分間ほど砲撃を行った。停泊中の米兵員輸送艦ウィリアム・ワード・バロウズ(USS William Ward Burrows, AP-6)も砲撃目標になったが、命中弾はなかった。砲撃後、伊22は反撃を受けたものの、18ノットで離脱を図ったため命中弾はなかった。21日、クェゼリンに到着。
1942年（昭和17年）1月4日、伊22はクェゼリンを出港し、オアフ島南東沖に進出し哨戒。18日、哨戒区域を離れ、24日にフレンチフリゲート礁を偵察。2月2日に横須賀に到着し、2月下旬に呉に移動した。3月10日、第3潜水隊は第8潜水戦隊所属となる。
4月15日、伊22は呉を出港。18日、ドーリットル空襲を受け、小笠原諸島北方沖にいる米機動部隊の迎撃のために東北東へ向かったが、空振りに終わった。24日、トラックに到着。30日、トラックを出港し、MO作戦に参加してガダルカナル島南西沖の散開線に配備された。17日、トラックに到着し、水上機母艦千代田により輸送されてきた甲標的を搭載した。
18日、伊22は特殊潜航艇によるシドニー港攻撃に参加してトラックを出港。30日、シドニー沖に到着。31日、松尾敬宇大尉、都竹正雄二等兵曹を乗せた甲標的を発進させる。艇は最後に港内に侵入したが、先に侵入した艇が発見されたため警戒が厳しくなっており、港内部に侵入したものの発見され、豪哨戒艇ヤンドラ（en:Yandra）の爆雷攻撃を受ける。艇はなんとか沈まずに済んだが、岸壁に衝突したせいで魚雷を発射できなくなっていた。その後、外洋に向けて出港中の米重巡洋艦シカゴ(USS Chicago, CA-29)を発見し、体当たりで魚雷を爆発させようとするが失敗。その後豪哨戒艇シー・ミスト（en:HMAS Sea Mist）の爆雷攻撃を受けて沈没し、搭乗員は艇を自爆させて拳銃自決した。6月3日、艇が帰投しないため会合点を離れ、ウェリントンへ向かう。8日にウェリントン沖に到着し、9日にかけて潜望鏡で偵察。10日、ポートランド島付近で小型船を発見して雷撃するも、魚雷は船底下を通過した。同日夜、オークランドハウラキ湾を偵察。17日から18日にかけてスバを偵察し、19日に再度オークランドを偵察。25日にクェゼリンに到着。7月5日にクェゼリンを出港し、7月11日に横須賀に到着した。
9月11日、伊22は横須賀を出港し、レンネル島南西沖に進出。10月1日、マライタ島南東40浬で輸送船団を発見。4日、マライタ南東沖での艦位報告を最後に消息不明。
アメリカ側記録によると、6日2150、ヘンダーソン飛行場に酸素ボトルと人員の輸送を終えて真珠湾に帰投する途中のPBY カタリナが潜航中の潜水艦を発見して爆雷4発を投下。その結果重油と気泡が浮かび上がるのを確認した。これが伊22の最期の瞬間であり、艦長の成沢千直少佐以下乗員100名全員戦死。沈没地点はサンクリストバル島近海、南緯11度22分 東経162度20分 / 南緯11.367度 東経162.333度。
11月12日、ソロモン諸島方面で亡失と認定され、12月15日に除籍された。同日、第3潜水隊も解隊され、伊21、伊24は第1潜水隊に編入された。

## 歴代艦長
※『艦長たちの軍艦史』418頁による。

### 艤装員長
1. （兼）藤井明義 中佐：1940年9月20日 - 1940年11月5日[3]
2. （兼）殿塚謹三 少佐：1940年11月5日[3] - 1940年11月15日[4]
3. 揚田清猪 中佐：1940年11月15日 - 1941年3月10日[5]

### 艦長
1. 揚田清猪 中佐：1941年3月10日 -
2. 成沢千直 少佐：1942年7月10日 - 10月6日戦死